# Chernes gobiensis
Espèce
Chernes gobiensis est une espèce de pseudoscorpions de la famille des Chernetidae.

## Distribution
Cette espèce est endémique de Mongolie. Elle se rencontre dans le désert de Gobi.

## Étymologie
Son nom d'espèce, composé de gobi et du suffixe latin -ensis, « qui vit dans, qui habite », lui a été donné en référence au lieu de sa découverte, le désert de Gobi.

## Publication originale
- Krumpál & Kiefer, 1982 : Pseudoskorpione aus der Mongolei (Arachnida, Pseudoskorpiones). Ergebnisse der gemeinsamen Mongolisch-Slowakischen biologischen expedition. Annotationes Zoologicae et Botanicae, no 146, p. 1-27.